# Echinodictyum austrinum
Echinodictyum austrinum är en svampdjursart som beskrevs av Hooper 1991. Echinodictyum austrinum ingår i släktet Echinodictyum och familjen Raspailiidae.
Artens utbredningsområde är havet kring Australien. Inga underarter finns listade i Catalogue of Life.